# ملكة جمال مراهقات الولايات المتحدة الأمريكية 2022
ملكة جمال مراهقات الولايات المتحدة الأمريكية 2022 هي نسخة الأربعين من مسابقة ملكة جمال مراهقات الولايات المتحدة الأمريكية من انطلاقها عام 1983، اقيمت المسابقة في 01 أكتوبر 2022 في منتجع جراند سييرا في رينو ، نيفادا. استضاف المسابقة إيلي سميث وكريستيان مورفي، في نهاية الحدث توجت فارون ميدهي ولاية من نبراسكا من قبل ملكة جمال السابقة برينا مايلز من فلوريدا.

## النتائج

### المراكز النهائية
| النتائج النهائية                                  | المتنافسة |
| ------------------------------------------------- | --- |
| ملكة جمال مراهقات الولايات المتحدة الأمريكية 2022 | - نبراسكا - فارون ميدهي |
| الوصيفة الأولى                                    | - أيداهو - جينا بيكستروم |
| الوصيفة الثانية                                   | - كاليفورنيا - كاسيدي هيل |
| الوصيفة الثالثة                                   | - ميشيغان - إيزابيلا موسكيدا |
| الوصيفة الرابعة                                   | - تينيسي - ماكينلي فارس |
| أفضل 16                                           | - أريزونا - مايا دينيس جاسكين - فلوريدا - أليسا خان - جورجيا - كورتني ايانا سميث - هاواي - مالولاني بايستي - أيوا - ماريسا ماتسون - كانساس - جرايسي هندريكسون - نيفادا - جاني ماكنتوش - كارولاينا الشمالية - غابرييلا أورتيغا - أوهايو - كيلان دارنيل - أوكلاهوما - هالي هيرست - ويسكونسن - سيج جونديلي |

## الخلفية
في 14 يوليو 2022 تم الأفادة أن المسابقة، بما في ذلك ملكة جمال الولايات المتحدة الأمريكية 2022 ، ستقام في رينو ، نيفادا ، مع تأمين المدينة لصفقة لمدة ثلاث سنوات لاستضافة المسابقات في 2022 و 2023 و 2024. ستكون هذه هي المرة الثانية التي تقام فيها المسابقة في رينو ، بعد ملكة جمال مراهقات الولايات المتحدة الأمريكية 2019. في اليوم التالي ، تم التأكيد على أن المسابقة ستقام في منتجع غراند سييرا في 01 أكتوبر، أكدت كريستل ستيوارت أنه تم اختيار الموقع لتكريم تشيزلي كريست ، التي توجت ملكة جمال الولايات المتحدة الأمريكية 2019 في نفس المكان وتوفي بالانتحار في يناير 2022.

### اختيار المتسابقين
أثر جائحة كوفيد-19 على المدة الفاصلة بين معظم مواسم ملكة جمال الولايات المتحدة من مسابقة العام السابق والتي تم اختصارها من ثمانية إلى أحد عشر شهرًا. يتم اختيار متسابقات من الولايات الخمسين و مقاطعة كولومبيا في مسابقات ملكات الولاية التي بدأت في سبتمبر 2021 وستنتهي في يوليو 2022، حيث يمكن أن يصبح جدول مسابقة الولاية كثيفًا للغاية بين آخر مسابقة ملكة للولاية أقيمت من عام 2021. كانت أول مسابقة ملكة للولايات المتحدة هي أيداهو ومونتانا ، التي عقدت معًا في 12 سبتمبر 2021 ، وستكون مسابقة ملكة الولايات الأخيرة كولورادو ، المقرر عقدهما في 3 يوليو 2022.

## المتسابقات

### اختيار المتسابقين
اعتبارًا من يونيو 15, 2025 ، تم تتويج 30 صاحب ملكية ولاية:
| الولاية            | اسم المتسابقة        | العمر | بلد المنشأ     | المركز          | ملاحظات |
| ------------------ | -------------------- | ----- | -------------- | --------------- | --- |
| ألاباما            | آنالي ستوري          | 18    | أوبورن         |                 | |
| ألاسكا             | ماديسون هاينز        | 16    | إيغل ريفير     |                 | |
| أريزونا            | مايا دينيس جاسكين    | 16    | فينيكس         |                 | |
| أركنساس            | آلي شانكس            | 16    | النهر الأبيض   |                 | |
| كاليفورنيا         | كاسيدي هيل           | 18    | شاطئ نيوبورت   | الوصيفة الثانية | |
| كولورادو           | كلوي فيشر            | 18    | سترلينغ        |                 | |
| كونيتيكت           | ميا زيلر             | 17    | نيو هيفن       |                 | |
| ديلاوير            | افا ماكموري          | 18    | هوكيسين        |                 | |
| مقاطعة كولومبيا    | آسيا هيكمان          | 18    | واشنطن العاصمة |                 | سابقًا ملكة جمال مراهقات نيويورك المتميزات 2017                                                                                              |
| فلوريدا            | أليسا خان            | 19    | كوبر سيتي      |                 | |
| جورجيا             | كورتني ايانا سميث    | 15    | أتلانتا        |                 | |
| هاواي              | مالولاني بايستي      | 18    | ميليلاني       |                 | |
| أيداهو             | جينا بيكستروم        | 17    | إيغل           | الوصيفة الأولى  | |
| إلينوي             | دون باركس            | 19    | شيكاغو         |                 | |
| إنديانا            | ك. ك كوكونينغ        | 18    | هنترتاون       |                 | |
| أيوا               | ماريسا ماتسون        | 17    | دي موين        |                 | |
| كانساس             | جرايسي هندريكسون     | 17    | ويتشيتا        |                 | سابقًا ملكة جمال مراهقات كانساس المتميزات عام 2021                                                                                           |
| كنتاكي             | غابرييلا همبري       | 18    | كارولتون       |                 | |
| لويزيانا           | اينسلي روس           | 18    | بوسير سيتي     |                 | |
| مين                | ماديسون هيجينز       | 15    | بانجور         |                 | |
| ماريلاند           | سونيا كريشان         | 19    | ويتون          |                 | |
| ماساتشوستس         | جيليان دريسكول       | 17    | لينفيلد        |                 | ابنة جاكلين دوسيت دريسكول ، ملكة جمال ماساتشوستس الولايات المتحدة الأمريكية 1996                                                            |
| ميشيغان            | إيزابيلا موسكيدا     | 19    | سيدار سبرينغز  | الوصيفة الثالثة | |
| مينيسوتا           | افا ارنست            | 17    | نورث أوكس      |                 | |
| ميسيسيبي           | ماكنزي كول           | 15    | فيكسبيرغ       |                 | |
| ميزوري             | شي سميث              | 18    | بوليفار        |                 | سابقًا ملكة جمال مراهقات ميزوري المتميزات 2019                                                                                               |
| مونتانا            | جوليا كونو           | 16    | لويستاون       |                 | |
| نبراسكا            | فارون ميدهي          | 18    | أوماها         |                 | |
| نيفادا             | جاني ماكنتوش         | 18    | لاس فيغاس      |                 | |
| نيو هامبشير        | جريس باراديس         | 17    | بلايستو        |                 | |
| نيو جيرسي          | إيزابيلا جالانت      | 17    | واين           |                 | |
| نيو مكسيكو         | كارولين بابكوك       | 18    | فارمينغتون     |                 | |
| نيويورك            | مهدية شودري          | 14    | نيويورك        |                 | |
| كارولاينا الشمالية | غابرييلا أورتيغا     | 16    | كاري           |                 | |
| داكوتا الشمالية    | بيركلي لوندين        | 18    | مينوت          |                 | ابنة عم كايتلين فوغل ، ملكة جمال مراهقات الولايات المتحدة الأمريكية 2019 و الوصيفة الأولى لمسابقة ملكة جمال الولايات المتحدة الأمريكية 2021 |
| أوهايو             | كيلان دارنيل         | 18    | فرانكلين فورنس |                 | |
| أوكلاهوما          | هالي هيرست           | 19    | نورمان         |                 | |
| أوريغون            | ألينا مكلانن كليمونز | 17    | بورتلاند       |                 | |
| بنسيلفانيا         | الكسندرا جونز        | 18    | مونونجاهيلا    |                 | |
| رود آيلاند         | جوليا بوتس           | 18    | شارلستون       |                 | |
| كارولاينا الجنوبية | كاتي وارد            | 19    | تشارلستون      |                 | |
| داكوتا الجنوبية    | بيلا ويلكر           | 18    | شلالات سيوكس   |                 | |
| تينيسي             | ماكينلي فارس         | 18    | جيرمانتاون     | الوصيفة الرابعة | |
| تكساس              | شانيل ويليامز        | 15    | سان أنطونيو    |                 | |
| يوتا               | ميزي أبوت            | 18    | بليزانت فيو    |                 | |
| فيرمونت            | كنزي جولونكا         | 16    | مونبلييه       |                 | |
| فرجينيا            | هانا جراو            | 17    | فريدريكسبيرغ   |                 | |
| واشنطن             | كيت ديكسون           | 17    | ساماميش        |                 | |
| فرجينيا الغربية    | إيما كيتشن           | 18    | ويليامزتاون    |                 | |
| ويسكونسن           | سيج جونديلي          | 17    | ميكون          |                 | شقيقة شريا جونديلي ، ملكة جمال مراهقات ويسكونسن الولايات المتحدة الأمريكية 2021                                                             |
| وايومنغ            | نورا ستينكي          | 17    | لارامي         |                 | ابنة عمها إيرين شاي سوانسون ملكة جمال مراهقات نبراسكا الولايات المتحدة الأمريكية 2019                                                       |

## روابط خارجية
- موقع ملكة جمال مراهقات الولايات المتحدة الأمريكية الرسمي